# Regiony rozwoju w Rumunii

Regiony Rumunii

Regiony rozwoju w Rumunii, rum. Regiuni de dezvoltare ale României – osiem regionów NUTS II: Bukareszt-Ilfov, Centralny, Południowy, Południowo-wschodni, Południowo-zachodni, Północno-wschodni, Północno-zachodni oraz Zachodni.